# Himalaja-Fiederspiere
Die Himalaja-Fiederspiere (Sorbaria tomentosa) ist eine Pflanzenart aus der Gattung der Fiederspieren (Sorbaria) innerhalb der Familie der Rosengewächse (Rosaceae). Sie ist in Asien beheimatet.

## Beschreibung
Die Himalaja-Fiederspiere ist ein sommergrüner Strauch, der Wuchshöhen von bis zu 6 Meter erreicht. Die wechselständigen Laubblätter sind einfach unpaarig gefiedert, mit sitzenden, doppelt gesägten Fiederblättchen, welche in jungem Zustand unterseits auf den Blattadern flaumig behaart sind.
Die Blütezeit reicht von Juni bis August. In bis zu 40 Zentimeter langen rispigen Blütenständen stehen die Blüten zusammen. Die zwittrigen Blüten sind bei einem Durchmesser von 5 bis 7 Millimeter radiärsymmetrisch und fünfzählig mit doppelter Blütenhülle. Die fünf Kronblätter sind cremeweiß.

## Verbreitung und Geschichte als Zierpflanze
Die Himalaja-Fiederspiere kommt im Himalaja, auf dem indischen Subkontinent und in Zentralasien natürlich vor. Fundorte gibt es in Tadschikistan, im östlichen Afghanistan, in Nepal, im nordwestlichen Indien sowie im nördlichen Pakistan.
Spätestens seit der Mitte des 19. Jahrhunderts wurde sie in England als Zierpflanze kultiviert und ist als solche heute auch außerhalb von Asien anzutreffen. Als Neophyt wurde sie in Großbritannien um 1970 registriert, in Belgien im Jahr 2000, in Norditalien vier Jahre später; auch in der Exkursionsflora für Österreich, Liechtenstein und Südtirol wird diese Art für das Bundesland Wien angegeben.
In ihrer Heimat kommt die Himalaja-Fiederspiere in Höhenlagen von bis zu 2900 Meter vor.

## Systematik
Die Erstbeschreibung erfolgte 1840 unter dem Namen (Basionym) Schizonotus tomentosus durch John Lindley in Botanical Register; consisting of coloured ..., Volume 26, Misc., S. 71. Die Neukombination zu Sorbaria tomentosa (Lindl.) Rehder wurde 1938 durch Alfred Rehder in Journal of the Arnold Arboretum, Volume 19, 1, S. 74 veröffentlicht.
Von der Art Sorbaria tomentosa (Lindl.) Rehder gibt es mindestens zwei Varietäten:
- Sorbaria tomentosa var. angustifolia (Wenz.) Rahn (Syn.: Schizonotus aitchisonii (Hemsl.) Skeels, Sorbaria aitchisonii Hemsl., Spiraea aitchisonii Hemsl., Spiraea sorbifolia var. angustifolia Wenz.): Sie kommt nur im östlichen Afghanistan sowie nördlichen Pakistan vor.
- Sorbaria tomentosa (Lindl.) Rehder var. tomentosa (Syn.: Sorbaria lindleyana (Wall. ex Lindl.) Maxim., Spiraea lindleyana Wall. ex Lindl.): Sie kommt im Gesamtverbreitungsgebiet der Art vor.